# قرآن شیعی
قرآن شیعی یا آیات شیعی قرآن صدها آیهٔ منسوب به قرآن هستند که در منابع شیعه و احادیث امامان شیعه وجود دارند، ولی در نسخه فعلی قرآن—موسوم به مصحف عثمان—یافت نمی‌شوند. اغلب این آیات مرتبط با موضوع حق علی بن ابی‌طالب بر جانشینی محمد و در ملامت خلفای سه‌گانه است. باور به تحریف قرآن از سوی خلفا، حداقل تا قرن چهارم هجری—تسلط آل بویهٔ شیعه بر دستگاه خلافت—نزد شیعیان وجود داشته‌است.
در قرآن فعلی هیچ اشاره مستقیمی به علی نشده‌است. روایت رسمی اهل سنت این است که قرآن بی کم و کاست تا زمان عثمان و بر اساس آنچه محمد به مؤمنان گفته بود، تدوین شده بود و مصحف‌های موازی از بین رفته بودند. تردید دربارهٔ کامل بودن قرآن حداقل تا آغاز قرن چهارم هجری در بسیاری از جریان‌های اسلامی دیده می‌شود. این تردیدها منحصر به شیعیان نبوده—چنان‌که بعضی از صحابه، خوارج و حتی اندیشمندان معتزلی هم بدان باور داشتند—اما بیشترین تردیدها از جانب شیعیان بوده‌است. التنزیل و التحریف، التنزیل و التغییر و التنزیل من القرآن و التحریف سه نمونه از کتب شیعه محصول قرون اولیه اسلامی هستند که نشان می‌دهد تا این عصر اعتقاد به تحریف قرآن در اثر وقایع پس از مرگ محمد، رایج بوده‌است. لذا حداقل تا قرن چهارم هجری، مصحف‌های دیگری—از جمله مصحف علی و مصحف عبدالله بن مسعود—که تفاوت‌های شگرفی با مصحف عثمان داشته‌اند، رایج بوده‌اند.
اعتقاد برخی شیعیان به تحریف قرآن از آنجا سرچشمه می‌گرفت که بنا به روایات، به خصوص روایات شیعه دوازده‌امامی، معتقد بودند آیات بسیاری در وحی محمد وجود داشته که در آن‌ها از علی (به خصوص «ولایة علی» که معانی متفاوتی داشته) و فاطمه و فرزندانشان به عنوان بهترین الگوهای امت نام برده شده اما آن‌ها را حذف کرده‌اند. همچنین گفته‌اند که قرآن حاوی آیاتی دربارهٔ خیانت سران قریش به محمد بوده اما این افراد که بعد از مرگ محمد به قدرت رسیدند، آیات مورد نظر را تحریف کردند. لیکن علی قرآن اصلی را مخفی کرد و از امامی به امامی دیگر منتقل می‌شد تا اینکه با امام دوازدهم به غیبت برده شد. اشارات شیعی به تحریف قرآن دو دستهٔ مستقیم و غیرمستقیم هستند. اشارات غیرمستقیم به تحریف قرآن از سوی امامان را در بخش‌هایی از کتب روایی قرار می‌دادند که اساساً ربطی به تحریف قرآن نداشتند و گویی قصد داشتند آن‌ها را پنهان کنند. اشاره‌های مستقیم نیز نقل قول‌هایی از قرآن هستند که با آنچه در مصحف عثمان موجود است فرق دارد. تعداد چنین آیاتی در منابع شیعه، بیش از صدها مورد است و السیاری، نویسندهٔ قرن سوم، در کتاب التنزیل والتحریف حدود سیصد آیه را نقل کرده‌است.
پذیرش مصحف عثمان از سوی همهٔ مسلمانان، حداقل تا قرن چهارم هجری زمان برده‌است. این دوره‌ای است که شیعیان بر جهان اسلام تسلط سیاسی پیدا کرده بودند. نه فقط آل بویه، بلکه فاطمیان، قرمطیان و حمدانیان بر بخش‌های مختلف جهان اسلام حاکم شده بودند. علاوه بر این موضوع، علل دیگری هم وجود داشته، از جمله غیبت امام دوازدهم شیعیان امامی و ظهور اندیشهٔ خردگرایانهٔ اسلامی به واسطهٔ فقیهان دوازده امامی که در خدمت آل بویه بودند و تلاش می‌کردند برای حکومت ایشان بر اکثریت سنی مذهب، مشروعیت ایجاد کنند. این فقیهان، از دیدگاه پیشینِ قائل به تحریف قرآن به مرور فاصله گرفتند تا اینکه نهایتاً این عقیده، به باور اکثریت شیعیان تبدیل شد.

## نمونهٔ آیات شیعی
چند مورد در ادامه ذکر شده‌است (تفاوت با قرآن رسمی با فونت ایتالیک ضخیم نوشته شده):
اما آنان که در حق خاندان محمد ستم روا داشته بودند، [آن سخن را] به سخنی غیر از آنچه به ایشان گفته شده بود تبدیل کردند، و ما بر آنان که در حق خاندان محمد ستم کردند بدان دلیل که نافرمانی پیشه کرده بودند، عذابی آسمانی نازل کردیم.— سورهٔ بقره آیهٔ ۵۹
چرا هرگاه محمد چیزی دربارهٔ ولایة علی که خوشایند شما نبود برایتان آورد، کبر ورزیدید و از خاندان محمد گروهی را دروغگو خواندید و عده ای راُ کشتید؟— سورهٔ بقره آیهٔ ۸۷
ای کسانی که به شما کتاب داده شده، به آنچه دربارهٔ علی نازل کردیم و تصدیق کنندهٔ همان چیزی است که نزد شماست ایمان بیاورید.— سورهٔ نساء آیهٔ ۴۷
و بی تردید پیش از این با آدم با فرامینی دربارهٔ محمد و علی و حسن و حسین و امامان از نسلشان پیمان بستیم، و فراموش کرد، و برای او عزمی نیافتیم.— سورهٔ طه آیهٔ ۱۱۵
به آنچه بر تو وحی شده‌است تمسک جو، تو بر ولایت علی هستی و علی صراط مستقیم است.— سورهٔ زخرف آیهٔ ۴۲